# Bárbara Riveros
Bárbara Catalina Riveros Díaz (Santiago de Chile, 3 de agosto de 1987) é uma triatleta profissional chilena.

## Carreira
Campeã mundial de Triatlo Sprint em Lausana em 2011, vice-campeã mundial do Xterra 2012, vice-campeã Sulamericana em Medellín 2010 e Santiago 2014. E em Jogos Pan-americanos, foi prata em 2011, e ouro em Toronto 2015.